# Псекупс
Псе́купс (рос. Псе́купс) — ліва притока р. Кубані; довжина — 128 км, сточище — 1430 км². Псекупс розпочинається на північних схилах Головного Кавказького хребта біля перевалу Гойтх, у верхів'ях має характер гірської річки, після виходу на Кубанську низовину — рівнинної. Живлення переважно дощеве. Сплавна.